# San Martín (El Salvador)
Sam Martín é um município de El Salvador, localizado no departamento de San Salvador.
1. ↑  «San Martin, el salvador.». DB city.com. 16 de setembro de 2019. Consultado em 3 de abril de 2024